# Estabilidade assimptótica
Na teoria dos sistemas dinâmicos, a estabilidade de um sistema é a capacidade que um sistema possui de esquecer o seu passado conforme o tempo tende a infinito. Mais precisamente, um sistema dinâmico é dito assimptoticamente estável se tende ao seu(s) ponto(s) de equilíbrio(s) quando submetido à ingresso constante. No caso dos sistemas lineares isto significa que o movimento livre do sistema tende para zero com o passar do tempo. Quando um sistema atinge o ponto de equilibrio se diz entrou em regime estacionário.

## Sistemas lineares
O movimento de um sistema linear invariante no tempo descrito pela quaterna (A,B,C,D) é dado pela fórmula de Lagrange:
{\displaystyle \mathbf {x(t)=\Phi (t)x(0)+\Psi (t)u} _{\mathbf {[0} \mathbf {,t)} }\mathbf {(} \cdot \mathbf {)=x} _{\mathbf {L} }\mathbf {+x} _{\mathbf {F} }}
onde:
x(t) é o movimento do sistema
{\displaystyle \mathbf {x} _{\mathbf {L} }} é o movimento livre do sistema
{\displaystyle \mathbf {x} _{\mathbf {F} }} é o movimento forçado do sistema
{\displaystyle \mathbf {\Phi (t)} =\mathbf {e} ^{\mathbf {At} }}  para sistemas a tempo continuo e      {\displaystyle \mathbf {\Phi (t)} =\mathbf {A} ^{\mathbf {t} }}  para sistemas a tempo discreto e se chama matriz de transição
{\displaystyle \mathbf {u} _{\mathbf {[0} \mathbf {,t)} }\mathbf {(} \cdot \mathbf {)} } é a função de ingresso do sistema definida do intervalo [0,t)
{\displaystyle \mathbf {\Psi (t)} } é 1 operador linear aplicado à função de ingresso
Um sistema linear é dito assimptoticamente estável quando:
{\displaystyle \forall x(0);\lim _{t\to +\infty }\mathbf {\Phi (t)x(0)} =0}
Ou seja o movimento livre do sistema tende a zero quando o tempo tende a infinito para toda condição inicial x(0). Isso só é possível se a matriz de transição tender a zero para o tempo tendente a infinito.

## Estabilidade segundo Lyapunov
Considere um sistema do tipo {\displaystyle \mathbf {{\dot {x}}=f(x} \mathbf {,u)} } ou {\displaystyle \mathbf {x(t+1)=f(x} \mathbf {,u)} }, isto é um sistema não-linear ou linear com ingresso nulo. Seja {\displaystyle {\bar {x}}}  um ponto de equilibrio e {\displaystyle I_{\bar {x}}} uma sua vizinhança. Um ponto de equilíbrio {\displaystyle {\bar {x}}} é local e assimptoticamente estável se:
{\displaystyle \forall x(0)\in I_{\bar {x}};\exists \delta >0/x(t)\in I_{{\bar {x}},\delta }\wedge x(t)\to {\bar {x}}\;p/t\to +\infty }
onde {\displaystyle I_{{\bar {x}},\delta }} é uma vizinhança pequena quanto se queira de {\displaystyle {\bar {x}}} .
Nos sistemas lineares, se existe um ponto de equilíbrio ou é único ou existe um infinidade não enumerável destes. As vizinhanças de tais equilíbrios podem ser todo o espaço {\displaystyle \mathbf {R} ^{\mathbf {n} }}. Assim sendo, a definição de estabilidade segundo Lyapunov para sistemas lineares coincide com a definição anterior. Isso implica que em sistemas lineares o comportamento global do sistema pode ser estudado a partir do comportamento local, algo que muitas vezes não é possível em sistemas não-lineares devido à presença de um conjunto enumerável de equilíbrios.